# Ludvik Peter Karsten

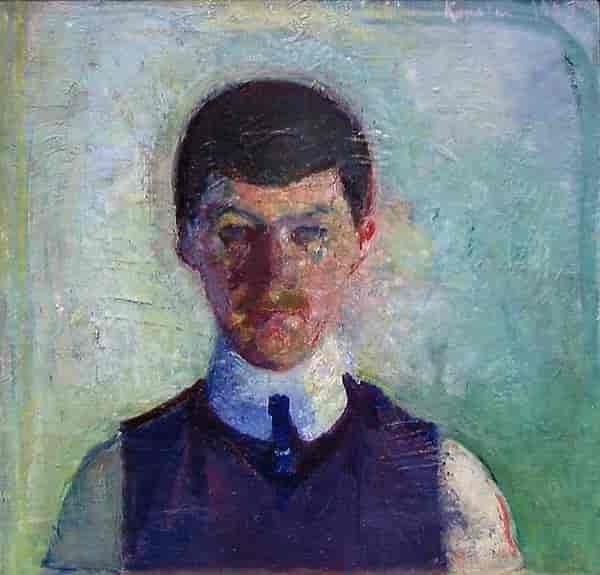
Ludvig Karsten – Selbstporträt

Ludvik Peter Karsten (auch: Ludvik Karsten) (* 8. Mai 1876 in Kristiania; † 19. Oktober 1926 in Paris) war ein norwegischer Maler.

## Leben und Werk
Karsten war der jüngste Sohn des aus Deutschland stammenden Baumeisters Hans Heinrich Karsten (1837–1909), der sich 1864 in Kristiania niedergelassen hatte, und dessen Frau Ida Susanne (geborene Pfützenreuter, 1846–90). Seine Schwester Marie (1872–1953) erhielt eine Ausbildung als Möbel- und Innenarchitektin, die Schwester Fredrikke absolvierte ein Studium der Musik in Dresden, die jüngste Schwester Kristine („Titti“) wurde Textilkünstlerin und sein Bruder Heinrich wurde Architekt.
Nach dem bestandenen Abitur reiste Karsten zum Studium nach Rom und München. Ab Herbst 1896 bis 1898 lebte er in Madrid. In Madrid studierte er vor allem das Œuvre von Velázquez. In Den Jahren 1899/1900 studierte Karsten an der Akademie in München. Ab dem Jahr 1900 lebte er für mehrere Jahre in Paris. In Paris arbeitete er bei Eugène Carrière. 1905 hielt Karsten sich in Norwegen auf. Im Jahre 1907 lebte er in Berlin. Für die Auslandsaufenthalte standen ihm wiederholt Stipendien zur Verfügung. Im Sommer hielt er sich meist in Åsgårdstrand – oft zusammen mit Edvard Munch – auf. Nach 1910 arbeitete Karsten meist in Kopenhagen.
Karsten heiratete im Jahr 1913 in Kopenhagen die Bildhauerin Michaela Frederikke („Misse“) Haslund (1886–1943), eine Tochter des Malers Otto Haslund (1842–1917) und dessen Frau Frederikke (geborene Aagaard, 1857–1923). Die Ehe wurde 1917 aufgelöst.
Innerhalb der norwegischen Malerei hat Karsten der impressionistischen Malerei die höchste Ausdruckskraft verliehen.

## Museen, Ausstellungen und Galerien (Auswahl)
- Schwindsüchtige
- Golgatha
- Grablegung (1904)
- Flucht nach Ägypten (ca. 1920)